# Rovigo
Rovigo – miasto i gmina w północno-wschodnich Włoszech, w regionie Wenecja Euganejska, w prowincji Rovigo, na nizinie Padańskiej.
Według danych na rok 2004 gminę zamieszkiwało 48 179 osób, 446,1 os./km².
W mieście znajduje się m.in. kościół Santa Maria del Soccorso z XIV wieku, katedra z XVII w., ruiny zamku z X w., Loggia dei Nofari z XVI w. i galeria malarstwa.

## Kultura

### Biblioteki
- Biblioteka Akademii Concordi
- Miejska Biblioteka A. Carlizzi

### Muzea
- Akademia Concordi
- Museo dei grandi fiumi

### Media

#### Radio
- Delta Radio
- Radio Kolbe - radio diecezji Adria-Rovigo
- Radio Voce nel Deserto - radio Ewangelickiego Kościoła Baptystów w Rovigo

#### Prasa
- Il Gazzettino - edycja Rovigo
- il Resto del Carlino - edycja Rovigo
- Corriere del Veneto - edycja Padwy i Rovigo
- La Voce di Rovigo
- RovigoOggi.it - pierwsza gazeta online prowincji Rovigo
- Bic - Biuletyn Informacyjny Gminy Rovigo
- La Piazza - edycja Rovigo
- La Settimana - Tygodnik Informacje z diecezji Adria-Rovigo

#### Telewizja
- Telestense - oddział Rovigo

### Teatry
- Teatr Sociale
- Teatr Don Bosco
- Teatr Duomo
- Teatr San Bortolo
- Teatr Studio

## Osoby związane z Rovigo
- Maria Bolognesi – włoska błogosławiona Kościoła katolickiego
- Vigor Bovolenta – włoski siatkarz
- Giacomo Matteotti – włoski polityk socjalistyczny
- Anne Jean Marie René Savary – książę Rovigo
- Katia Ricciarelli – włoska śpiewaczka operowa, sopranistka

## Miasta partnerskie
- Wielka Brytania: Bedford
- Rumunia: Tulcza
- Włochy: Schlanders
- Niemcy: Viernheim

## Sport i rekreacja

### Obiekty sportowe w Rovigo
- Stadio Mario Battaglini - rugby
- Stadio Francesco Gabrielli - piłka nożna
- Hala sportowa, boisko do koszykówki, boisko do siatkówki
- Miejski basen Baldetti - pływanie (przeznaczone do rozbiórki)
- Polo Natatorio di Rovigo - pływanie
- Complesso Sportivo Tullio Biscuola
- Stadio Baseball e Softball, Impianto Polisportivo Tassina

### Kluby sportowe w Rovigo
- A.S.D. Rhodigium Basket
- Associazione Polisportiva Grignano Dilettantistica
- A.S.D. Rovigo L.P.C.
- Centro Scherma Rovigo
- Basket Rovigo
- Baseball & Softball Club Rovigo
- Ascaro A.S.D.
- Bombardieri del Polesine
- Gruppo Canoe Polesine
- Ritmica Gimnasia
- Pallamano Tassina Rovigo
- Gruppo Sportivo Commenda
- Rovigo Nuoto
- Rugby Rovigo
- Pattinaggio Artistico Rovigo - Associazione Sportiva Dilettantistica
- Skating Club Rovigo
- Team Rovigo CA5F
- Circolo Scacchistico Rodigino
- Parkour Rovigo
- Ascaro Rovigo Gaelic Footboll & Handball Gaa
- Gruppo Atletico Assindustria Rovigo